# Rhododendron vialii
Rhododendron vialii är en ljungväxtart som beskrevs av Pierre Jean Marie Delavay och Franch. in Franch. Rhododendron vialii ingår i släktet rododendron, och familjen ljungväxter. Inga underarter finns listade i Catalogue of Life.